# Natação nos Jogos Europeus de 2015 - Revezamento 4x200 m livre feminino
A competição do revezamento 4x200 metros livre feminino foi um dos eventos da natação nos Jogos Europeus de 2015, em Baku, no Azerbaijão. Foi disputada no Centro Aquático de Baku no dia 27 de junho.

## Calendário
Horário de verão do Azerbaijão (UTC+5).
| Data        | Horário | Fase         |
| ----------- | ------- | ------------ |
| 27 de junho | 10:22   | Eliminatória |
| 27 de junho | 19:26   | Final        |

## Medalhistas
|  | RUS Rússia |  | NED Países Baixos                                                        |  | GBR Grã-Bretanha                                                                  |
|  | Anastasiya Kirpichnikova Arina Openysheva Olesia Cherniatina Irina Krivonogova Maria Kameneva* Mariana Petrova* |  | Laura van Engelen Frederique Janssen Marieke Tienstra Marrit Steenbergen |  | Hannah Featherstone Darcy Deakin Holly Hibbott Georgia Coates Madeleine Crompton* |

*Atletas que competiram apenas nas eliminatórias e receberam medalhas

## Recordes
Antes desta competição, os recordes mundiais e dos jogos europeus dessa prova eram os seguintes:
| Tipo                       | Atleta           | Tempo   | Local | Data                |
| -------------------------- | ---------------- | ------- | ----- | ------------------- |
|                            | China            | 7m42s08 | Roma  | 30 de julho de 2009 |
| Recorde dos Jogos Europeus | Não estabelecido | –       |       |                     |

Os seguintes recordes mundiais ou dos jogos europeus foram estabelecidos durante esta competição:
| Data        | Evento | Nacionalidade | Tempo   | Notas                      |
| ----------- | ------ | ------------- | ------- | -------------------------- |
| 27 de junho | Final  | Rússia        | 8:03.45 | Recorde dos Jogos Europeus |

## Resultados

### Eliminatórias
A eliminatória foi realizada no dia 27 de junho. 
| Pos. | Bateria | Raia | Nacionalidade     | Nadadoras | Tempo   | Notas |
| ---- | ------- | ---- | ----------------- | --- | ------- | ----- |
| 1    | 1       | 3    | GBR Grã-Bretanha  | Holly Hibbott (2:02.81) Madeleine Crompton (2:06.16) Hannah Featherstone (2:02.69) Darcy Deakin (2:03.10)        | 8:14.76 | Q,    |
| 2    | 1       | 4    | GER Alemanha      | Leonie Kullmann (2:02.65) Josephine Tesch (2:04.78) Lia Neubert (2:04.07) Katrin Gottwald (2:04.08)              | 8:15.58 | Q     |
| 3    | 2       | 3    | NED Países Baixos | Frederique Janssen (2:05.31) Laura van Engelen (2:03.37) Marieke Tienstra (2:04.58) Marrit Steenbergen (2:03.74) | 8:17.00 | Q     |
| 4    | 2       | 4    | ESP Espanha       | Carmen San Nicolás (2:04.64) Marta Cano (2:02.85) Esther Huete (2:05.13) Paula Ruiz (2:04.72)                    | 8:17.34 | Q     |
| 5    | 1       | 5    | ITA Itália        | Elisa Scarpa Vidal (2:05.11) Giovanna La Cava (2:04.26) Sveva Schiazzano (2:06.07) Anna Pirovano (2:05.45)       | 8:20.89 | Q     |
| 6    | 1       | 6    | RUS Rússia        | Maria Kameneva (2:06.40) Olesia Cherniatina (2:04.92) Mariana Petrova (2:08.19) Irina Krivonogova (2:02.92)      | 8:22.43 | Q     |
| 7    | 2       | 6    | DEN Dinamarca     | Josephine Holm (2:06.29) Emily Gantriis (2:06.24) Signe Bro (2:07.11) Trine Kjøngerskov (2:08.43)                | 8:28.07 | Q     |
| 8    | 2       | 5    | AUT Áustria       | Lena Opatril (2:06.47) Sara Rashid Taghipour (2:09.46) Esther Uhl (2:08.68) Caroline Hechenbichler (2:07.98)     | 8:32.59 | Q     |
| 9    | 2       | 7    | FIN Finlândia     | Nea-Amanda Heinola (2:10.64) Essi-Maria Lillman (2:09.22) Julia Bruneau (2:10.94) Melek Ayarci (2:09.80)         | 8:40.60 |       |
| 10   | 2       | 2    | TUR Turquia       | | DNS     |       |

### Final
A final foi realizada no dia 27 de junho.
| Pos.              | Raia | Nacionalidade     | Nadadoras | Tempo   | Notas                      |
| ----------------- | ---- | ----------------- | --- | ------- | -------------------------- |
| Medalha de ouro   | 7    | RUS Rússia        | Anastasiya Kirpichnikova (2:01.54) Arina Openysheva (1:58.04) Olesia Cherniatina (2:02.82) Irina Krivonogova (2:01.05) | 8:03.45 | Recorde dos Jogos Europeus |
| Medalha de prata  | 3    | NED Países Baixos | Laura van Engelen (2:01.39) Frederique Janssen (2:03.27) Marieke Tienstra (2:01.95) Marrit Steenbergen (1:58.04)       | 8:04.65 |                            |
| Medalha de bronze | 4    | GBR Grã-Bretanha  | Hannah Featherstone (2:02.85) Darcy Deakin (2:01.76) Holly Hibbott (2:00.34) Georgia Coates (1:59.89)                  | 8:04.84 |                            |
| 4                 | 5    | GER Alemanha      | Leonie Kullmann (2:01.23) Josephine Tesch (2:02.18) Maxine Wolters (2:02.81) Katrin Gottwald (2:01.53)                 | 8:07.75 |                            |
| 5                 | 2    | ITA Itália        | Giovanna La Cava (2:04.84) Elisa Scarpa Vidal (2:05.01) Ilaria Cusinato (2:03.32) Anna Pirovano (2:03.06)              | 8:16.23 |                            |
| 6                 | 6    | ESP Espanha       | Marta Cano (2:02.52) Carmen San Nicolás (2:03.53) Marina Castro (2:05.18) Paula Ruiz (2:06.33)                         | 8:17.56 |                            |
| 7                 | 1    | DEN Dinamarca     | Emily Gantriis (2:06.82) Signe Bro (2:04.93) Trine Kjøngerskov (2:07.53) Josephine Holm (2:06.60)                      | 8:25.88 |                            |
| 8                 | 8    | AUT Áustria       | Lena Opatril (2:05.68) Sara Rashid Taghipour (2:08.75) Esther Uhl (2:09.00) Caroline Hechenbichler (2:09.09)           | 8:32.52 |                            |

Legenda
| Recorde mundial            | Recorde mundial (World record)                     |                       | Recorde africano                      | Recorde africano (African) |                                           | Q | Classificado por posição (Qualified) |
| Recorde dos Jogos Europeus | Recorde dos Jogos Europeus (European Games record) | Recorde da América    | Recorde da América (Americas)         | q                          | Classificado por melhor tempo (Qualified) |   |                                      |
| Melhor marca do ano        | Melhor marca do ano (World leading)                | Recorde asiático      | Recorde asiático (Asian)              | DNS                        | Não largou (Did not start)                |   |                                      |
| Recorde nacional           | Recorde nacional (National record)                 | Recorde europeu       | Recorde europeu (European)            | DNF                        | Não terminou (Did not finish)             |   |                                      |
| Recorde pessoal            | Recorde pessoal do atleta (Personal best)          | Recorde da Oceania    | Recorde da Oceania (Oceania)          | DSQ / DQ                   | Desclassificado (Disqualified)            |   |                                      |
| Recorde da temporada       | Recorde da temporada do atleta (Season best)       | Recorde sul-americano | Recorde sul-americano (South America) | NM                         | Sem marca (No mark)                       |   |                                      |